# Протесты против закона «О свободе вероисповедания и убеждений и правовом положении религиозных общин» (2019—2020)
В конце декабря 2019 года в Черногории началась волна протестов, продолжавшихся до августа 2020 года, против спорного закона «О свободе вероисповедания и убеждений и правовом положении религиозных общин», который, по мнению протестующих, де-факто лишал Сербскую православную церковь (её епархии на территории Черногории) пра́ва собственности на церковные здания и иное недвижимое имущество, возведённое до 1918 года (когда Черногория вошла в состав Королевства сербов, хорватов и словенцев), и передавал их в ведение государства. Политические протесты и борьба, которые возглавлялись оппозиционной политической коалицией 
Демократический фронт, противостоявшей правящей Демократической партии социалистов (ДПС) во главе с президентом Мило Джукановичем, сопровождались активным противодействием продвижению закона со стороны приверженцев СПЦ во главе с митрополитом Черногорско-Приморским Амфилохием Радовичем. Церковные акты протеста начались в конце декабря 2019 года и проходили в форме молитвенных стояний и шествий («литий»). Протесты явились одним из ключевых факторов первого в истории Черногории поражения правящей коалиции во главе с ДПС на парламентских выборах в августе 2020 года, приведших к власти правительство Здравко Кривокапича, которое изменило спорный закон.

## Предыстория
С 1990-х годов в Черногории существовал спор между Сербской церковью, которая полагает Черногорию территорией в пределах своей исключительной юрисдикции, и малочисленной непризнанной Черногорской православной церковью, в современной виде провозглашённой в  октябре 1993 года: обе церкви, оспаривая законность друг друга (до 1920 года  православная церковь в Черногории, по конституции страны, считалась автокефальной), претендовали на православные религиозные объекты страны. С 2011 года членам обеих церквей было запрещено праздновать Преображение Господне в церкви Христа в деревне Иванова-Корита недалеко от исторической столицы Цетинье. 
Согласно опросу 2017 года, проведённому Советом Европы в сотрудничестве с Управлением государственного омбудсмена, 45 % респондентов сообщили, что сталкивались с религиозной дискриминацией, и восприятие дискриминации было самым высоким со значительным отрывом среди членов Сербской православной церкви. В мае 2019 года Венецианская комиссия положительно оценила предложенный проект Закона о свободе вероисповедания, но признала статьи 62 и 63, касающиеся церковной собственности, существенными вопросами и одним из наиболее спорных моментов. Они заявили, что государство может при определённых условиях использовать собственность, но оно должно обеспечить право на собственность религиозных общин.
На восьмом съезде правящей на тот момент Демократической партии социалистов Черногории (ДПС) в октябре 2019 года была принята новая политическая программа партии, в которой говорилось, что одной из главных программных целей партии в предстоящий период является «обновление» Черногорской православной церкви, которая не была признана другими поместными православными церквями, объявив о принятии нового закона о статусе религиозных общин.

## События
Проект спорного Закона о свободе вероисповедания был принят правительством Черногории 16 мая 2019 года. Предложенный проект закона предусматривал, что все культовые сооружения в Черногории, находившиеся в собственности государства до утраты Черногорией независимости и присоединения к Королевству сербов, хорватов и словенцев в 1918 году (что толковалось правительством как насильственная аннексия страны), и которые не были позднее законно переданы в собственность религиозной общине (бремя доказательства права собственности возлагалось на общину), признаются государственной собственностью.
В преддверии голосования по законопроекту, которое ожидалось 27 декабря, сербское православное духовенство и верующие провели молитвенное стояние на мосту перед зданием Скупщины (СПЦ призвала депутатов не голосовать за принятие законопроекта, а в Черногорско-Приморской митрополии заявили, что положения закона предусматривают «воровство» церковного имущества) После акции протеста была совершена литургия в подгорицком Воскресенском соборе и подписано заявление,  обещавшее защищать церковь. 
26 декабря 2019 года сотни сторонников оппозиции весь день проводили акцию протеста против закона, блокируя дороги и въезды в столицу. Десятки сотрудников полиции использовали металлические барьеры, чтобы помешать толпе, в том числе православным священникам, добраться до здания парламента, где законодатели обсуждали законопроект. Премьер-министр Черногории заявил, что страна в состоянии предотвратить новые беспорядки. Пытаясь помешать голосованию, депутаты от просербского оппозиционного Демократического фронта бросились на спикера парламента; некоторые члены партии заявили, что готовы умереть за Церковь. Сотрудники полиции в штатском в противогазах вмешались, задержав 22 человека, в том числе всех 18 законодателей Демократического фронта. В итоге рано утром 27 декабря парламент провёл голосование и принял закон. За закон высказались 45 депутатов правящей коалиции, состоящей из Демократической партии социалистов, партий этнических меньшинств (албанцев, боснийцев и хорватов) и одной оппозиционной Социал-демократической партии, поддержали принятие данного закона. Двое из арестованных, Андрия Мандич и Иван Кнежевич, были приговорены в мае того же года к пяти годам тюремного заключения за участие в якобы организованной Россией попытке государственного переворота в 2016 году против тогдашнего премьер-министра Черногории и президента Мило Джукановича. Однако они оставались на свободе до рассмотрения их апелляций. Президент Сербии Александр Вучич пообещал помочь сербской церкви в Черногории «без сжигания мостов».
29 декабря 2019 года Архиерейское совещание Сербской православной церкви в Черногории отлучил президента Черногории Джукановича и депутатов и должностных лиц правительственной коалиции от церкви за принятие закона.
Демонстрации продолжались в январе, феврале и марте 2020 года в виде мирных акций протеста, в основном организованных Черногорско-Приморской метрополией в большинстве общин Черногории. Черногорские власти обвинили некоторые сербские СМИ в публикации фейковых новостей о предполагаемом взрыве с целью дестабилизировать обстановку, двое журналистов были арестованы.
Европейская служба внешних действий (EEAS) указала на справедливую отчётность, а также пропаганду, дезинформацию и фальшивые новости в сообщениях СМИ о беспорядках и политическом кризисе в Черногории, которые достигли своего пика в первую неделю января 2020 года. EEAS обвинило в ложных сообщениях средства массовой информации, базирующиеся в Сербии (некоторые из них принадлежат государству), российское СМИ на сербском языке Sputnik и некоторые новостные порталы Черногории. В марте 2020 года все протесты были приостановлены Сербской церковью из-за пандемии COVID-19 в Черногории.
Во время акции протеста 12 мая в Никшиче был арестован журналист-корреспондент сербской газеты «Вечерние новости», которому брызнули в глаза перцем во время репортажа с акции протеста, журналист был освобождён через три часа, но снятый им материал был удалён полицией, что многие СМИ, НПО и миссия ОБСЕ охарактеризовали как ещё одно нападение на свободу СМИ в Черногории. Как Ассоциации журналистов Черногории, так и Сербии осудили этот арест.
13 мая 2020 года епископ Будимляский и Никшичский Иоанникий (Мичович) и несколько других священников были арестованы по обвинению в предполагаемой организации религиозного митинга протеста в Никшиче, хотя публичные собрания в стране были запрещены из-за пандемии коронавируса. Полиция жёстоко отреагировала на акции протестующих, которые бросали камни в полицейских. Произошли столкновения, в результате которых были избитые и арестованные среди протестующих и раненые среди полицейских. Сербские власти неоднократно требовали освобождения епископа Иоанникия, а также других арестованных сербских православных священнослужителей. В течение следующих нескольких дней протесты продолжались по всей стране, пара тысяч оставшихся протестующих граждан требовали освобождения арестованных священников епархии из-под стражи, при этом сообщалось о новых случаях жестокости полиции. 16 мая епископ Будимляский и Никшичский Иоанникий, вместе с другими арестованными священнослужителями, были освобождены после 72 часов, прошедших с момента рассмотрения, в соответствии с законом, хотя против Иоаникиия и других арестованных священнослужителей был возбуждён официальный иск, и по состоянию на 16 мая он находится на рассмотрении.
Массовые протесты возобновились в июне, но через несколько недель правительство Черногории вновь ввело запрет на общественные и религиозные собрания из-за новой волны распространения вируса COVID-19, поэтому протесты снова были прекращены. Многие назвали действия правительства политическими, направленными на подавление протестов против принятия закона о религии во время парламентской избирательной кампании в августе 2020 года в стране. Даже если общественные собрания были запрещены, граждане организовали несколько антиправительственных и процерковных акций протеста в июле и августе, а также протестные автомобильные митинги, протестуя против закона о религиозных общинах и правительства, возглавляемого Демократической партией социалистов.
Официальные лица правительства Черногории и правящей Демократической партии социалистов, включая президента Мило Джукановича и членов нынешнего кабинета министров Черногории, обвинили белградские СМИ и правительство Сербии в политическом кризисе, дестабилизации и беспорядках по всей стране, заявив, что продолжающиеся церковные протесты на самом деле не против оспариваемого закона, а против государственности и независимости Черногории. Сербская православная церковь в Черногории категорически отвергла эти утверждения. Президент Мило Джуканович назвал протестующих граждан «безумным движением».

## Международная реакция

### Сербия
Министр иностранных дел Сербии Ивица Дачич заявил, что правительство Черногории должно обсудить спорный закон о религии со своими гражданами, и призвал граждан Сербии черногорского происхождения публично высказать свои взгляды на последние события в Черногории, заявив, что люди, которые поддерживают правительство Черногории, должны пересмотреть своё сербское гражданство.
После массовых протестов Сербской православной церкви и этнических сербов в Черногории агитация против закона распространилась на соседнюю Сербию. 2 января 2020 года несколько тысяч болельщиков «Красной звезды Белграда» прошли маршем к посольству Черногории в Белграде, чтобы поддержать протесты в Черногории против закона, запустив фейерверк, который частично сжёг флаг Черногории у здания посольства. Несколько сербских ультраправых организаций также присоединились к митингу. Несмотря на то, что об этом событии было объявлено, посольство, как утверждается, было оставлено без охраны сербской полицией, при этом присутствовали только тайные подразделения безопасности, что вызвало критику со стороны Черногории. Президент Сербии Александр Вучич опроверг эти утверждения и заявил, что посольство хорошо охранялось, а Министерство иностранных дел Сербии осудило вандализм и заявило, что правительство Черногории пытается переложить вину за продолжающийся кризис на Сербию.
Мирные акции протеста против спорного Религиозного закона прошли в Белграде, Нови-Саде, Крагуеваце и ряде других городов и населенных пунктов Сербии.
Хип-хоп коллектив Beogradski sindikat выпустил песню о продолжающемся протесте. При попытке въехать в Черногорию им не разрешили въезд, и ещё один член группы был депортирован из аэропорта Подгорицы без каких-либо официальных объяснений. Протестующий поддержали теннисист Новак Джокович и баскетболист Никола Миротич.

### Сербы за пределами Сербии
Жители Биелины, Требине, Пале, Гацко и Баня-Луки организовали несколько мирных акций протеста против закона. Сербский член Президентства Боснии и Герцеговины Милорад Додик также принял участие в акции протеста в Баня-Луке, назвав закон дискриминационным по отношению к сербской церкви и ее собственности и призвав отменить закон. Группа граждан из Гацко прошла несколько километров, чтобы поддержать продолжающиеся мирные протесты, но ей не разрешили въезд в Черногорию, поскольку они были сочтены «угрозой национальной безопасности Черногории».
Около 2000 человек из Большого Чикаго протестовали против провозглашенного закона. 8 марта 2020 года Австрийско-Швейцарская епархия организовала в Вене акцию протеста против данного закона.

### Россия
Митрополит Иларион (Алфеев) заявил, что Русская православная церковь твердо придерживается позиции Сербской православной церкви. Он также заявил, что недавно принятый закон представляет собой прямое вмешательство правительства Черногории в дела церкви.
Министерство иностранных дел России публично опровергло все утверждения правительства Черногории о причастности Российской Федерации к событиям и продолжающемуся кризису в Черногории.

### США
В ежегодном докладе о международной свободе вероисповедания Государственный департамент США отмечал, что Сербская Православная церковь резко раскритиковала закон, в котором говорится, что религиозная собственность не имеет чёткого права собственности, и что после принятия закона о религии они организовали регулярные мирные протесты, в которых приняли участие сотни тысяч человек. В докладе говорится, что правительство Черногории продолжало свою политику отказа от реституции религиозной собственности, экспроприированной бывшим югославским коммунистическим правительством, а также вопреки объявлениям, этот закон не касался вопросов реституции. Кроме того, Государственный департамент охарактеризовал протесты как в целом мирные, за исключением отдельных случаев насилия в отношении полиции, сопровождавшихся онлайн-подстрекательствами к насилию. В докладе упоминалось, что правительство и аналитики заявили, что, по-видимому, проводилась скоординированная кампания дезинформации, пропаганды и провокаций, «направленная на разжигание этнонационалистических разногласий и провоцирование конфликтов посредством протестов».
В июне 2020 года Комиссия Соединенных Штатов по международной свободе вероисповедания заявила, что права христиан были нарушены в Черногории спорным законом, и протесты продолжаются после принятия Закона о религии, который, по мнению многих, позволит правительству конфисковать религиозную собственность, запрет на религиозные собрания во время пандемии COVID-19 ещё больше усилил напряженность. Комиссар Джонни Мур-младший обратил особое внимание на арест митрополита Амфилохия (Радовича). Комиссия критически относится к довольно сдержанному отношению европейских чиновников к подобным преследованиям христиан. Решение не продлевать должность Специального посланника Европейского союза, мандат которого включал поощрение свободы религии и убеждений, отмечено как особенно необоснованное.

### Неправительственные организации
Хельсинкский комитет по правам человека в Сербии, неправительственная организация, занимающаяся вопросами прав человека в Сербии, обвинила правительство Сербии в том, что оно стоит за беспорядками и пытается дестабилизировать Черногорию и повлиять на внутренние дела этой страны.
Базирующаяся в США неправительственная организация Freedom House, которая измеряет степень гражданских свобод и политических прав в мире, заявила, что закон о религии широко рассматривается как направленный против Сербской Православной Церкви и что его принятие является одним из «сомнительных решений». Они объясняют, что требования закона, вероятно, ложатся бременем на Сербскую Православную Церковь и что это спровоцировало мирные общенациональные протесты.